# Université Toulouse-I-Capitole
L'Université Toulouse-I-Capitole è una delle tre università di Tolosa, nel sud-ovest della Francia. L'università, il cui presidente è Hugues Kenfack, si concentra sulle scienze sociali (diritto, scienze politiche, economia, amministrazione, ...).

## Laureati famosi
- Jaume Bartumeu, politico andorrano
- Bertrand Delanoë, politico francese
- Carole Delga, politica francese
- Éloïc Peyrache, economista francese